# Тавровский, Леонид Даниилович
Леонид Даниилович Тавровский (род. 1945) — советский и российский промышленник и учёный, кандидат технических наук, доктор экономических наук (1999), профессор; действительный член-академик 9 российских и международных академий.
Автор около 90 научных, учебно-методических и публицистических работ.

## Биография
Родился 13 сентября 1945 года в Москве.
В 1967 году окончил Московский автомеханический институт (ныне Московский политехнический университет); в 1973 году — аспирантуру Московского энергетического института; в 1978 году — лекторский университет при Московском городском комитете КПСС; в 1988 году окончил Академию народного хозяйства при Совете Министров СССР (ныне Российская академия народного хозяйства и государственной службы при Президенте Российской Федерации). В 1998 году окончил World Distributed University Bruxelles (Бельгия).
В 1967-1974 годах работал инженером-конструктором, старшим инженером, руководителем группы института Мосгортранспроект Московского горисполкома. В 1975-1985 годах был старшим преподавателем, доцентом, заведующим кафедрой Всесоюзного института стандартизации и метрологии Госстандарта СССР. Затем работал преподавателем Московского высшего технического училища имени Баумана.
В 1990-1991 годах Леонид Тавровский создал малое государственное предприятие «Инплатек», став его директором. С 1991 года — президент закрытого акционерного общества Ассоциация «Гранд» (позже — Группа компаний «Гранд», объединяет более 100 предприятий различного профиля).
Академик Международной академии информатизации и Российской горной академии. Член экспертного совета по проблемам национальной безопасности Государственной Думы РФ, член президиума Высшего горного совета РФ, член совета директоров Союза потребителей РФ. Был членом Совета по инвестициям и кооперации стран СНГ Министерства РФ по делам СНГ.
Лауреат премии Госстандарта СССР (1989); награжден медалями «Ветеран труда» и «В память 850-летия Москвы»; удостоен серебряной и двух бронзовых медалей ВДНХ СССР, а также ведомственных медалей «Первый космонавт Земли» и «Академик Ю. В. Кондратюк».
Руководитель национального проекта «Россия против контрафакта» — программы, направленной на решение таких задач, как защита населения от фальсификации и контрафакта и оздоровление бизнес-среды, то есть отношений между производителями и потребителями.
Сын Леонида Тавровского — Ян Тавровский — с 2012 года занимает должность президента JPMorgan Chase в России и СНГ.

## Бизнес
ООО «Эскорт» (завод по производству нефтехимического оборудования) было создано в 2005 году Владимиром Базияном на производственной базе советского Новочеркасского завода нефтяного машиностроения. В 2009 году Базиян продал 55%-ную долю в ООО Леониду Тавровскому. Позднее между партнерами произошел разлад, и Владимир Базиян в 2014 году был вынужден уйти с поста гендиректора завода. В результате последовавшего корпоративного конфликта он полностью утратил контроль над деятельностью предприятия. В 2013–2015 годах бизнесмены вели корпоративную «войну» за контроль над «Эскортом», которая обернулась его банкротством. В 2018 году в рамках дела о банкротстве ООО «Эскорт» управляющий подал два заявления: первое — о привлечении к субсидиарной ответственности по долгам «Эскорта» перед кредиторами, второе — о возмещении убытка в размере 992,3 млн руб. Претензии к Леониду Тавровскому предъявлялись как контролирующему лицу ООО «Эскорт».
Леонид Тавровский являлся крупнейшим акционером и председателем совета директоров АО «Гранд Инвест Банк», который выполнял функцию кэптивного банка ОАО «Группа компаний «Гранд», а также возглавлял ряд других организаций, среди которых можно выделить ООО НПК «Нефтехимпрогресс», НП «Национальный проект «Россия против контрафакта» и ЗАО «Новопак+». Председателем правления АО «Гранд Инвест Банка» был Геннадий Барский – отец Максима Барского, бизнес-партнёра Дмитрия Босова, совладельца и члена совета директоров американской нефтегазовой компании Matra Petroleum, топ-менеджера и члена совета директоров TNK-BP и West Siberian Resources.
В 2018 году Банк России аннулировал лицензию АО «Гранд Инвест Банк» на осуществление банковских операций в связи с решением уполномоченного органа банка о его добровольной ликвидации.
В 2004 году в состав группы компаний «Гранд» вошел Клявлинский нефтеперабатывающий завод (Самарская область). Соучредителем ЗАО «КНПЗ» был Нодари Асланович Усоян, родной сын убитого в 2013 году Аслана Усояна. В 2010 году Ростехнадзор выявил 33 серьёзных нарушения в сфере промышленной безопасности и ЗАО «КНПЗ» лишилось лицензии на эксплуатацию опасных объектов. В 2011 году ОАО «ГрандИнвестБанк» обратилось в Арбитражный суд СО с иском о банкротстве ЗАО «КНПЗ». Среди кредиторов ЗАО «КНПЗ» был Леонид Тавровский. Председатель Совета директоров ЗАО «КНПЗ» и бенефициар банков «Славянский», Традо-банк, Уралфинпромбанк, «Монетный дом» и Донбанк Матвей Урин обвинял в попытке захвата завода через процедуру банкротства структуры Альфа-групп. На проектную мощность 300 тыс. тонн в год завод не вышел и фактически прекратил работу в 2010 году.